# Emma Spence
Emma Spence (Cambridge, 27 febbraio 2003) è una ginnasta canadese, vincitrice del bronzo a squadre ai Mondiali di Liverpool nel 2022.